# 陈萍 (贵州全国人大代表)
陈萍（1974年—），女，贵州黔西人，彝族，中华人民共和国政治人物、第十一届全国人民代表大会贵州地区代表。
毕业于中央党校党政管理专业，是中共党员。担任贵州省毕节地区黔西县铁石乡党委书记、人大主任。2008年起担任全国人大代表。